# Revolver (album av The Haunted)
Revolver (stiliserat rEVOLVEr) är ett musikalbum av det svenska thrash metal-bandet The Haunted. Det är bandets fjärde studioalbum, och det första med sångaren Peter Dolving sedan debutalbumet. Revolver spelades in i Studio Fredman i Göteborg under februari och mars 2004. Albumet producerades av Fredrik Nordström (som redan producerat två av The Haunteds album) och Patrik Jerksten. Sångaren Lou Keller i det amerikanska hardcorebandet Sick of It All är gästsångare på låten "Who Will Decide".
Revolver är det första av The Haunteds album som släpptes av skivbolaget Century Media Records. Det släpptes den 18 oktober 2004 och den 19 oktober i Nordamerika. Albumet släpptes även i en begränsad utgåva med bonusspåren "Fire Alive" (3:43) och "Smut King" (3:08). På den japanska utgåvan ingår bonusspåren "Fire Alive" och "Out of Reach" (05:06). Två musikvideor spelades in till låtarna "All Against All" och "No Compromise"; regissör var Roger Johansson.
Flera recensenter skrev positivt om skivan. Jackie Smit på Chronicles of Chaos menar att Revolver utgör en milstolpe i bandets utveckling, och uppskattar att bandet vågar stå för de förändringar de genomför på skivan. Eduardo Rivadavia på Allmusic, Don Kaye på Blabbermouth.net och Collin på webbtidningen Metal Storm berömmer Peter Dolvings sång, som de tycker är varierad och intensiv. "Revolver osar av desperation, hat, ångest: känslor som vi inte är vana vid att stöta på hos detta svenska thrashband," skriver Metal Storms recensent. Revolver låg på Sverigetopplistan i tre veckor; som högst på plats 18.

## Inspelning
The Haunted spelade in Revolver under februari och mars 2004 i Studio Fredman i Göteborg. Albumet producerades av Fredrik Nordström, som tidigare producerat The Haunted och One Kill Wonder, och av Patrik Jerksten.
Vid inspelningen började de med att spela in trummor, för att sedan fortsätta med gitarrerna. Den 5 mars besökte Lou Koller från det amerikanska hardcorebandet Sick of It All studion och spelade in sång på låten "Who Will Decide". Efter att gitarrerna var inspelade fortsatte de med att spela in elbas och gitarrmelodier och solon. Sist spelades Peter Dolvings sång in. Vid inspelningen av Revolver använde sig bandet bland annat av gitarrförstärkare från Peavey och basförstärkare från EBS, samt en elbas från Warwick. För att få ett mer distinkt gitarrljud spelade de endast in två gitarrspår.
Albumet mixades och mastrades av Tue Madsen som driver den danska studion Antfarm Studio.

## Utgivning
Revolver släpptes den 18 oktober 2004 av skivbolaget Century Media Records. Albumet släpptes den 19 oktober i Nordamerika. På den begränsade digipack-utgåvan av skivan ingår bonusspåren "Fire Alive" (3:43) och "Smut King" (3:08). Dessa är spår 11 och 12, medan "My Shadow" är spår 13. Den japanska utgåvan innehåller bonusspåren "Fire Alive" och "Out of Reach" (05:06).
Till låtarna "All Against All" och "No Compromise" gjordes två musikvideor. Båda regisserades av Roger Johansson.

## Mottagande
Revolver mottog flera positiva recensioner. Eduardo Rivadavia på Allmusic skriver att bandet utvecklat sin stil och sitt låtskrivande på skivan. Detta märks i låtar som "Abysmal", "Burnt to a Shell" och "My Shadow"; men också de mindre progressiva låtarna på skivan har en nyfunnen energi. Han gillar sångaren Peter Dolving, som han tycker är varierad och passionerad, även om han inte håller samma klass som At the Gates sångare Tomas Lindberg. Blabbermouth.nets recensent Don Kaye berömmer också Dolving. Han menar att Dolvings mer varierade sångstil passar bra till stilen på skivan. Trots att skivan är mer progressiv än tidigare skivor är den fortfarande i allra högsta grad en The Haunted-skiva, skriver Kaye. Även recensenten Collin på webbtidningen Metal Storm hyllar Dolvings sånginsats. Collin tycker att Dolving är bra på både growl och ren sång, och anser att hans röst tillför skivan mycket. Han hör hardcore-influenser i Dolvings röst, och då framför allt i låtarna "Who Will Decide" och "Smut King". Han menar också att det vilar en stämning över skivan som inte funnits på tidigare skivor: "Revolver osar av desperation, hat, ångest: känslor som vi inte är vana vid att stöta på hos detta svenska thrashband."
Jackie Smit på Chronicles of Chaos ser Revolver som en milstolpe i bandets utveckling. Smit menar att medan debutalbumet bröt ny mark och öppnade upp för en helt ny stil inom thrash metal var de två därpå följande skivorna inte lika lyckade. De saknade debutalbumets råa energi och uppfinningsrikedom. Med Revolver, menar Smit, tar The Haunted sin musik till en ny nivå. Albumet är mer genomtänkt än tidigare, och bandet vågar också stå för de stilistiska ändringar som de tagit sig för på skivan. Greg Pratt på den kanadensiska musiktidningen Exclaim! tycker att albumet är lite väl likt tidigare The Haunted-album. Å andra sidan är det väldigt bra: "De här killarna kan inte släppa ett skitalbum. Vad de flesta band hoppas att uppnå på toppen av sin karriär gör de i sömnen."
Albumet låg på Sverigetopplistan i tre veckor. Som högst låg det på artonde plats.

## Låtlista
All sångtext är skriven av Peter Dolving. 
| Nr  | Titel            | Musik                         | Längd |
| --- | ---------------- | ----------------------------- | ----- |
| 1.  | No Compromise    | Anders Björler                | 3:44  |
| 2.  | 99               | Patrik Jensen, Anders Björler | 3:58  |
| 3.  | Abysmal          | Anders Björler, Dolving       | 4:50  |
| 4.  | Sabotage         | Anders Björler                | 2:36  |
| 5.  | All Against All  | Anders Björler                | 4:34  |
| 6.  | Sweet Relief     | Anders Björler                | 3:28  |
| 7.  | Burnt to a Shell | Jensen                        | 3:47  |
| 8.  | Who Will Decide  | Jonas Björler, Anders Björler | 3:29  |
| 9.  | Nothing Right    | Jensen                        | 3:47  |
| 10. | Liquid Burns     | Jonas Björler, Anders Björler | 4:44  |
| 11. | My Shadow        | Anders Björler                | 6:55  |

Källa

## Medverkande
The Haunted
- Peter Dolving – sång
- Anders Björler – elgitarr
- Patrik Jensen – elgitarr
- Jonas Björler – elbas
- Per Möller Jensen – trummor

Övriga musiker
- Lou Koller – gästsång på "Who Will Decide"

Produktion
- Producerad av Fredrik Nordström och Patrik Jerksten
- Inspelad av Fredrik Nordström, Patrik Jerksten och The Haunted
- Mixad av Tue Madsen
- Mastrad av Tue Madsen
- Omslag av Frode Sylthe
- Samplingar och intron av Charlie Storm

Källa